# Horst Herrmann
Horst Herrmann (ur. 1 sierpnia 1940 w Schruns, obecnie Austria, zm. 19 września 2017 w Süddeutschland) – niemiecki pisarz, teolog, socjolog, profesor prawa kościelnego oraz  krytyk Kościoła katolickiego.

## Życiorys
Urodził się w Schruns, dorastał w Tuttlingen. W latach 1959–1964 studiował teologię i prawo w Tybindze, Bonn, Monachium i Rzymie. Doktorat obronił w roku 1960, a pracę habilitacyjną w roku 1970. 
W latach 1970–1981 kierował katedrą katolickiego prawa kościelnego na uniwersytecie w Münster jako profesor zwyczajny. W roku 1975 odebrano mu kościelne prawo nauczania z powodu memoriału przeciwko aktualnym stosunkom państwa i Kościoła. Był to pierwszy tego rodzaju przypadek w Republice Federalnej Niemiec. 
Od roku 1981 profesor zwyczajny wydziału nauk społecznych na Uniwersytecie w Münster. Jest twórcą paternologii, nauki zajmującej się badaniem patriarchatu i ojcostwa z punktu widzenia kobiety i dziecka.
Od 1977 roku jest członkiem niemieckiego PEN Clubu. W licznych publikacjach na tematy kościelno-polityczne wzbudzał szerokie dyskusje na forum publicznym. 
Jest autorem przekładanych na wiele języków książek (22) i 150 artykułów dotyczących religii, a także krytykujących patriarchat.

## Książki wydane w Polsce
- Jan Paweł II złapany za słowo. Krytyczna odpowiedź na książkę Papieża, Gdynia 1995, Wydawnictwo Uraeus, ISBN 83-85732-18-7
- Książęta Kościoła. Między słowem pasterskim a godzinkami owieczek, Gdynia 2000, Wydawnictwo Uraeus, ISBN 83-85732-83-7